# Praha-Klukovice (železniční zastávka)
Praha-Klukovice je zaniklá železniční zastávka na jednokolejné neelektrizované trati 173 z Prahy-Smíchova do Rudné u Prahy. Stála na rozhraní Prokopského a Dalejského údolí západně od Klukovic na kilometru 6,10.

## Historie
Železniční zastávka byla zprovozněna roku 1933 spolu se sousední zastávkou Praha-Holyně a měla jen jedno nástupiště. Trať tudy procházela od roku 1873. Již roku 1942 byla zastávka zrušena, protože hrozilo vykolejení vlaků z důvodu nevyhovujícího terénu, na kterém byla postavena.